# Фишбахер, Урс
Урс Фишбахер (род. 17 сентября 1959, Дитикон) — швейцарский экономист, профессор прикладных экономических исследований Констанцского университета, директор университета Тургау. Он является основоположником программ для поведенческой и экспериментальной экономики. Он разрабатывает программное обеспечение z-Tree для проведения экспериментальных экономических исследований и входит в число самых влиятельных учёных мира .

## Биография
Урс Фишбахер родился 17 сентября 1959 года в Швейцарском городе Дитикон. С 1966 по 1972 учился в начальной школе в Дитиконе. В 1972 году поступил в Гимназию Фройденберг в Цюрихе. С 1978 по 1982 обучался на математическом факультете в Цюрихском университете. Уже в 1985 под руководством Пьера Габриэля, получил докторскую степень по комбинаторике. Затем он работал разработчиком программ в Mettler Instrumente (1985-87) и в Mecasoft AG (1987-81).В 1995 году он начал работать в Швейцарском федеральном институте эмпирических исследований над разработкой языка программирования z-Tree. В 2007 году ему присвоена профессорская степень в Констанцском университете. Затем он возглавил экономический университет Тургау. Кроме того, он посещал Гарвардскую школу бизнеса, Копенгагенский университет, Ноттингемский университет и Маастрихтский университет.

## Исследования
Урс Фишбахер проводит исследования в экспериментальной экономике, поведенческой экономике и нейроэкономике. По данным RePEc, он принадлежит к 1 % самых цитируемых экономистов в мире.
Основные выводы из его исследований включают в себя:
- Несмотря на то, что многие субъекты в играх с общественными благами демонстрируют условное сотрудничество, треть объектов остаются полностью свободными. Именно этот факт объясняет почему в играх с общественными благами сотрудничество имеет тенденцию со временем разрушаться.
- Факты, наблюдаемые в играх с ультиматумом, диктатором, общественными благами, а также в дилемме заключённого можно объяснить с помощью теории взаимности. В этой теории люди вознаграждают добрые действия и наказывают недобрые Фальк Армин.
- В играх с ультиматумом полезность действия зависит от альтернатив этому действия. Именно поэтому процент отклонения идентичных предложений зависит от того, какие альтернативы доступны для выбора[6].
- В экспериментах по измерению уровня лжи, 39 % участников были абсолютно честны, в то время как 22 % лгали все время. В исключительных случая люди лгали себе во вред. Это было связано с тем, что люди желали сохранить позитивную самооценку, в отношении честности отсутствия жадности. Такой вывод следует из статьи «Lies In Disguise—An Experimental Study On Cheating» Urs Fischbacher (2013 год).
- Теория справедливости, доказывающая, что игроки стремятся минимизировать неравенство выплат в кооперативных играх, не могут объяснить, почему кооператоры продолжают наказывать «перебежчиков» даже в ситуации, когда неравенство выплат не может быть уменьшено. Таким образом неофициальные санкции выполняют роль возмездия и являются естественным механизмом установления справедливости (статья с Фальком и Фером).

## Награды и премии
- Урс Фишбахер включён в список «Высоко цитируемые исследователи 2014» Thomson_Reuters, как один из самых высоко цитируемых учёных в мире.
- В 2014 году занимает Второе место в рейтинге экономистов «FAZ»,
- В декабре 2016 года был удостоен премии Йоахима Герцена в области исследований за «Лучшую исследовательскую работу» по созданию взаимности в социальном обмене и лабораторном программном обеспечение «z-Tree»[7].

## Публикации
1. Urs Fischbacher; Ernst Fehr (2003). «Природа человеческого альтруизма» (PDF). Природа. 425 (6960): 785—791. doi:10.1038 / nature02043
2. Urs Fischbacher (2007). «z-Tree: Zurich toolbox for ready-made economic experiments». Экспериментальная Экономика. 10 (2): 171—178. doi:10.1007/s10683-006-9159-4
3. Urs Fischbacher, Sabrina Teyssier, Simeon Schudy, Heterogeneous Preferences and Investments in Energy Saving Measures , TWI Research Paper, 2015.
4. Fadong Chen, Urs Fischbacher, Cognitive Processes of Distributional Preferences: A Response Time Study, TWI Research Paper 101, 2015.
5. Björn Bartling, Urs Fischbacher, and Simeon Schudy, 2015. Pivotality and Responsibility Attribution in Sequential Voting, Journal of Public Economics 128, 133-39. DOI:10.1016/j.jpubeco.2015.03.010.